# Штайнхофф, Герда
Герда Штайнхофф (нем. Gerda Steinhoff, 29 января 1922, Данциг, Вольный город Данциг — 4 июля 1946, Гданьск, Польша) — надзирательница концлагеря Штуттгоф, нацистская преступница.

## Работа в лагере
До службы в лагере она была поваром и имела ребёнка.
В 1944 году из-за нацистского призыва Штайнхофф присоединилась к штабу лагеря в Штуттгофе. Там она 1 октября получила должность в женском лагере и участвовала в отборе жертв для газовых камер. За время работы в лагере она много раз подвергалась переводам между подлагерями. Так, 1 декабря 1944 года она была перенаправлена на женскую подгруппу Бромберг-Ост в городе Быдгощ. Там 25 января 1945 года она получила медаль за ее лояльность и служение Третьему рейху. За время службы она гордилась своей работой и славилась как очень жестокая и безжалостная надзирательница. Незадолго до окончания Второй мировой войны Штайнхофф сбежала из лагеря и вернулась домой.

## Арест, суд и казнь
25 мая 1945 года она была арестована польскими властями и отправлена в тюрьму. Позднее она предстала перед судом вместе с другими женщинами-надзирательницами и капо. Суд признал Штайнхофф виновной в садистском обращении с заключёнными и в отборе жертв для газовых камер. Она была приговорена к смертной казни. 4 июля 1946 года Герда Штайнхофф была публично повешена на холме Бискупия Горка близ Гданьска.